# Puente giratorio del Tyne
El puente giratorio del Tyne conecta Newcastle upon Tyne y Gateshead, en Inglaterra. Salva el río Tyne, y está situado entre el puente del Tyne y el puente Alto. Este puente giratorio de acero está catalogado como un monumento de Grado II*.

## Historia

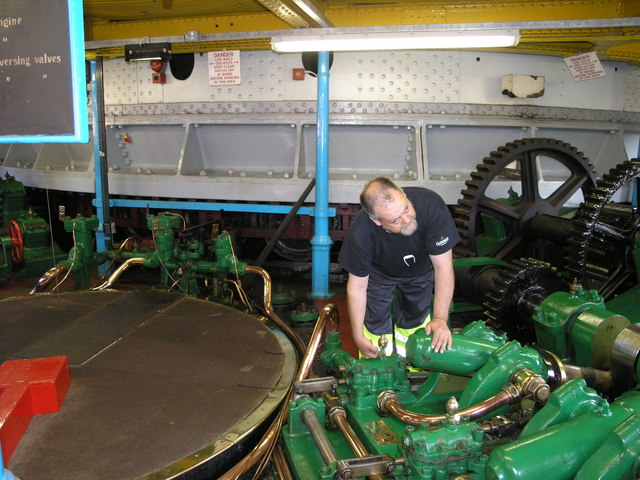
La sala de máquinas, que muestra uno de los tres cilindros originales de los motores hidráulicos Armstrong

El puente giratorio se ubica en el lugar que ocuparon los antiguos puentes del Tyne construidos en 1270 y en 1781, emplazamiento probablemente también compartido por el Pons Aelius, el puente romano original.
El puente anterior se demolió en 1868, con el fin de permitir que barcos más grandes se trasladaran río arriba a la factoría del industrial William Armstrong. El puente giratorio hidráulico fue diseñado y pagado por Armstrong, y las obras comenzaron en 1873. Se utilizó por primera vez para el tráfico rodado el 15 de junio de 1876 y se abrió al tráfico fluvial el 17 de julio de 1876. En el momento de su construcción, era el puente giratorio más grande jamás construido. El coste de construcción fue de 240.000 libras esterlinas.
La maquinaria hidráulica que todavía se utiliza para mover el puente hoy en día se vale de bombas accionadas eléctricamente, que alimentan un acumulador hidráulico que alcanza 60 pies (18,3 m) por debajo del puente. El agua a presión liberada impulsa la maquinaria que a su vez hace girar el puente, siendo la misma maquinaria instalada originalmente por Armstrong. El tablero rotativo mide de extremo a extremo 281 pies (85,6 m), con un eje central de rotación capaz de girar 360° para permitir el paso de los buques a ambos lados del punto de apoyo central.
El año de operación más activo fue 1924, cuando el puente se giró 6.000 veces, a diferencia del uso actual, donde solo es necesario girarlo ocasionalmente para permitir el paso de yates y embarcaciones de recreo y el primer miércoles de cada mes como operación de mantenimiento.
En mayo de 2016 se produjo un incendio en el pontón situado bajo el puente. Una superficie de 215 pies cuadrados (1997,4 dm²) se vio afectada por el incendio, que fue combatido por dos equipos de bomberos y un barco de extinción de incendios. El puente fue renovado en 2018 con un costo de 200.000 libras. La restauración implicó 25.000 horas de trabajo y en las reparaciones se utilizaron 10.000 tornillos. Su reapertura en agosto de 2021 se vio empañada por problemas técnicos que hicieron que el puente no pudiera girar.

## En la cultura popular
- El puente apareció en el episodio final de la serie educativa Geordie Racer del programa Look and Read de la BBC, cuando los villanos quedaron varados en el puente después de un robo.[10]